# Kontronymum
Kontronyma (též autoantonyma) jsou slova, jež mají vícero významů, z nichž dva jsou antonyma. Tato vlastnost se též nazývá enantiosémie (která je podmnožinou polysémie).

## Pojmenování
Termín autoantonyma začal používat Joseph Twadell Shipley v roce 1960 a kontronyma Jack Herring v roce 1962. Mezi další pojmenování toho samého patří antagonyma, slova Jana (podle římského boha dvojí tváře), enantiodromy, vlastní-antonyma, antilogie nebo addad (arabský plurál, jehož singulár je didd).

## Lingvistické mechanismy
- homografy, slova různého původu s dostatečně podobnými kořeny po adaptaci do jazyka splynou v jedno slovo
- polysémie
- rozkol významu v nářečí daného jazyka nebo geografické odlišnosti (např. mezi britskou a americkou angličtinou)
- mohou existovat kontronyma vzniklá jako portmanteau (např. frienemy – ze slov friend a enemy, glokalizace – ze slov globalizace a lokalizace)

## Příklady
- chuffed v angličtině znamená spokojený i nespokojený
- ausleihen v němčině znamená půjčit i půjčit si
- închiria v rumunštině znamená pronajmout i pronajmout si
- kutoa ve svahilštině znamená přidat i odstranit
- कल v hindštině a کل v urdštině znamená včera i zítra
- ar ball v irštině znamená nedávno i za chvíli
- ospite v italštině a hôte ve francouzštině znamená host i hostitel
- altus v latině znamená vysoko i hluboko
- průhledný nebo transparentní v češtině znamená neviditelný i viditelný
- (něco) došlo v češtině může znamenat, že něco bylo vyprodáno, i to, že to přivezli a je to nyní k dispozici
- dál mívá v hovorové češtině idiomatické užití ve smyslu "vstupte", tedy vlastně "přistupte blíže" (jedná se tedy pouze o kontranym situační, vzniklý tím, že mluvčí mluví z perspektivy adresáta)
- sick v angličtině znamená nemocný i, v moderní řeči, úžasný nebo ujetý
- luck (náhoda) a smell (odér) v angličtině mohou být příjemné i nepříjemné
- wicked ve standardní angličtině znamená hanebný či zločinný, v hovorové britské angličtině má však i význam báječný, fascinující, či úchvatný.
- apology (angličtina) vyjádření lítosti nad skutečností, nebo naopak její obhajoba
- bolt (angličtina) zabezpečit, nebo utéct
- cleave (angličtina) rozdělit, nebo být spojen
- dust (angličtina) zaprášit, nebo naopak vyčistit
- fast (angličtina) být rychlý, nebo uvíznout
- left (angličtina) to co zbylo, nebo naopak zmizelo
- peer (angličtina) osoba stejného stavu, nebo naopak šlechtic
- sanction (angličtina) sankcionovat, nebo naopak schválit